# La Chiva Brava
La Chiva Brava är en ort i Mexiko.   Den ligger i kommunen Silao de la Victoria och delstaten Guanajuato, i den centrala delen av landet, 290 km nordväst om huvudstaden Mexico City. La Chiva Brava ligger 1 762 meter över havet och antalet invånare är 465.
Terrängen runt La Chiva Brava är en högslätt, och sluttar söderut. Runt La Chiva Brava är det ganska tätbefolkat, med 207 invånare per kvadratkilometer. Närmaste större samhälle är Silao, 5,5 km norr om La Chiva Brava. Trakten runt La Chiva Brava består till största delen av jordbruksmark.